# Forteresse de Gagui

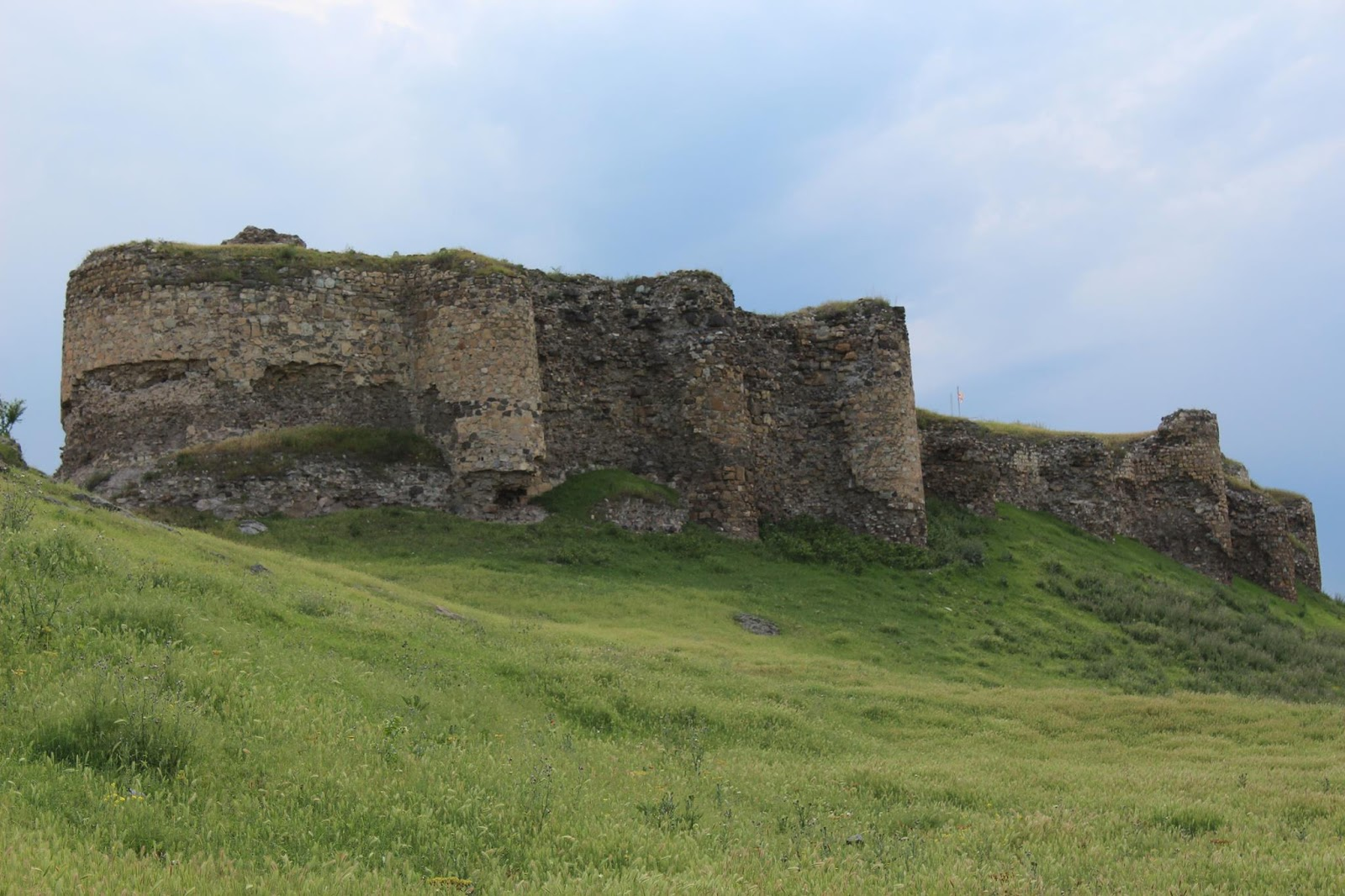
La forteresse en 2017.

La forteresse Gagui ou forteresse Gagi (en géorgien: გაგის ციხე) est un édifice situé en Géorgie, dans la région de Basse Kartlie, dans la municipalité de Marneouli. Les sources en parlent pour la première fois au XIe siècle. Selon l'historien arménien du XIIIe siècle Vardan Areveltsi, la forteresse aurait été bâtie par le roi d'Ani, Gagik Ier(990-1020). Les ruines de la forteresse prouvent qu'elle a été construite bien avant, et que Gagik Ier ne l'a sûrement que rénovée. Elle a été bâtie sur une pente et était utilisée comme habitation pendant l'âge du bronze.
La forteresse de Gagi appartenait au royaume de Géorgie. Elle a été conquise par David IV en mai 1124. Elle appartient depuis les XIIe et XIIIe siècles aux Gagels. Les sources du XIVe siècle ne mentionnent plus cette forteresse ; on la retrouve au XVe siècle sous le nom d'Aghjakala.